# Alien 3 (datorspel)
Alien 3 (stiliserad som ALIEN³) är ett plattformsspel baserat på 1992-filmen med samma namn. Spelet släpptes för Sega Genesis och Amiga 1992. Ytterligare versioner släpptes 1993, för Commodore 64, Game Boy, Game Gear, Nintendo Entertainment System (NES), Super Nintendo Entertainment System (SNES) och Master System.

### Fotnoter
1. ↑  ”Alien 3” (på engelska). Sega Retro. https://segaretro.org/Alien_3. Läst 22 juli 2018.
2. ↑  ”Alien 3 - IGN.com” (på engelska). http://www.ign.com/games/alien-3. Läst 22 juli 2018.
3. ↑  ”Alien 3 (Game Boy) – Hardcore Gaming 101” (på amerikansk engelska). www.hardcoregaming101.net. http://www.hardcoregaming101.net/alien-3-game-boy/. Läst 22 juli 2018.